# Lech Terpiłowski
Lech Terpiłowski (ur. 13 stycznia 1930 w Warszawie, zm. 15 lutego 2000) – polski pianista jazzowy, publicysta, krytyk muzyczny, współzałożyciel i zasłużony działacz Polskiej Federacji Jazzowej. Rozpoznawany również jako reżyser spektakli teatralnych oraz autor książek o polskiej muzyce, m.in. Szczęśliwi czują bluesa, zawierającej jazzowe wspomnienia z lat 40. i 50. XX wieku, czy też Piosenki polskie (wspólnie z Wacławem Pankiem).

## Życiorys
W czasie okupacji ukończył Konserwatorium Muzyczne w Warszawie. Po wojnie występował jako pianista jazzowy, zajmował się reżyserią teatralną i operową, był członkiem jury Krajowego Festiwalu Piosenki Polskiej w Opolu, Międzynarodowego Festiwalu Piosenki w Sopocie (w 1962 oraz 1964), Studenckiego Festiwalu Piosenki w Krakowie, brał czynny udział w pracach Stowarzyszenia Polskich Artystów Muzyków, Polskiego Stowarzyszenia Jazzowego i Związku Artystów Scen Polskich. Był członkiem zespołu redakcyjnego Ruchu Muzycznego (1960–1968), pisał dla Jazzu, Jazz Magazine (1994–1996), publikował również, m.in. na łamach Kultury, Teatru, Szpilek, Expressu Wieczornego. Twórca i prowadzący (w latach 1966–1967) Telewizyjnej Giełdy Piosenki, programu promującego głównie wykonawców bigbeatowych. W 1996 wydał książkę pt. "Szczęśliwi czują bluesa".
W latach 90. czynny animator jazzu, m.in. dzięki autorskim „Seansom jazzowym” – koncertom i spotkaniom wspomnieniowym, które odbywały się początkowo w warszawskiej Harendzie, a następnie w Natolińskim Ośrodku Kultury. Ostatnie spotkanie z tego cyklu odbyło się na miesiąc przed jego śmiercią w dzień 70. urodzin.